# Feuerwehrfahrzeuge in Österreich
Feuerwehrfahrzeuge in Österreich zeichnen sich dadurch aus, dass sie an die vielfältigen österreichischen Landschaftsformen mit Gebirgen, Wäldern und Großstädten angepasst sind.
Um eine gewisse Einheitlichkeit zu bekommen, wurden Baurichtlinien von den einzelnen Landesfeuerwehrverbänden geschaffen, die eine minimale Ausrüstung für ein Fahrzeug darstellen, welche jeweils nach Notwendigkeit von der einzelnen Feuerwehr oder dem Feuerwehrverband ergänzt werden kann. Diese Baurichtlinien müssen aber nur eingehalten werden, wenn die Feuerwehr für das Fahrzeug auch eine Förderung vom Landesfeuerwehrverband bekommt. Wird das Fahrzeug nur von der Gemeinde oder von der Feuerwehr selbst finanziert, so müssen die Richtlinien nicht unbedingt eingehalten werden.

## Hintergrund
Ein Feuerwehrfahrzeug hat üblicherweise eine Lebensdauer von 20 bis 25 Jahren. Nach dieser Zeit wird auch das Nachschaffen von Ersatzteilen schwierig. Das ist auch die übliche Zeit, nach der ein Fahrzeug aus der Mindestausrüstungsverordnung herausfällt und die Feuerwehr einen Ersatz anschaffen kann, und für diesen auch eine Förderung erhält. Wird das Fahrzeug früher ausgeschieden, muss in der Regel die Förderung zurückbezahlt werden. Das ist aber auch Bundesländer-spezifisch verschieden.
Da sich in den zwanzig Jahren der Lebensdauer aber die Baurichtlinien und Gegebenheiten laufend ändern, ergibt sich trotzdem auch bei den genormten Feuerwehrfahrzeugen ein recht buntes Bild von Ausführungen.
Die Beladung jedes Fahrzeuges wird üblicherweise in eine Mindestausrüstung und in eine Bedarfsausrüstung unterteilt. Die Mindestausrüstung muss in einem normgemäß ausgeführten Fahrzeug mitgeführt werden. Die Bedarfsausrüstung richtet sich nach den speziellen Anforderungen einer Feuerwehr.

## Besatzung
| Gruppenfahrzeug           | 9 Personen (1 Löschgruppe), Beispiel: KLF                                              |
| Tanklöschgruppen-Fahrzeug | 7 Personen (1 Tanklöschgruppe), Beispiel: TLF                                          |
| Staffelfahrzeug           | 6 Personen (1 Löschstaffel), Beispiel: KLF-W                                           |
| Truppfahrzeug             | 2–3 Personen (finden nur bei Sonderfahrzeugen Anwendung), Beispiel: SSTF, MZF, VF, WLF |

## Taktischer Einsatzwert und Charakteristik
Die folgenden Abschnitte beziehen sich auf die nach den Baurichtlinien des Österreichischen Bundesfeuerwehrverbandes (ÖBFV) gefertigten Feuerwehrfahrzeuge.
Spezielle Typenbezeichnungen
- Haben die Fahrzeuge einen Allradantrieb, so führen sie nach der Bezeichnung den Buchstaben A, z. B. TLF-A (Tanklöschfahrzeug mit Allradantrieb).
- Ein nachgestelltes B bedeutet, dass das Fahrzeug mit einer Bergeausrüstung ausgestattet ist, z. B. LFB (Löschfahrzeug mit Bergeausrüstung). Die Bergeausrüstung umfasst, je nach Bundesland, unterschiedliche Pflichtausrüstungsteile. So kann ein LFB mit einer Einbauseilwinde, einem hydraulischen Rettungsgerät oder beidem ausgestattet sein.
- Fahrzeuge mit einem T am Ende sind speziell für den Einsatz in Tunnels ausgerüstet, z. B. RLF-T (Tunnel-Rüstlöschfahrzeug). Diese Bezeichnung wird allerdings nicht in allen Bundesländern verwendet.

### Löschfahrzeuge
| Kleinlöschfahrzeug (KLF) |
| Das Kleinlöschfahrzeug (KLF) ist für eine Löschgruppe von 1:8 ausgelegt und hat außerdem eine Tragkraftspritze (TS). Es ist das häufigste Fahrzeug bei den kleinen örtlichen Feuerwehren, da es die Mindestausrüstung jeder Feuerwehr darstellt. Ein KLF unterscheidet sich von einem LF im Wesentlichen in seinem höchstzulässigen Gesamtgewicht von unter 5,5 t und der daraus resultierenden geringeren Ausrüstung. Primäre Aufgabe aller Löschfahrzeuge (KLF/LF/SLF mit sämtlichen Zusatzbuchstaben) ist das Vornehmen von Löschangriffen und die Versorgung anderer (Tank-)Löschfahrzeuge mit Löschwasser. |
| Kleinlöschfahrzeug-Wasser (KLF-W) bzw. Löschfahrzeug-Wasser (LF-W) |
| Es ist ein (Klein-)Löschfahrzeug mit einem Wassertank bis etwa 1200 Liter Inhalt mit Einbaupumpe oder TS. Obwohl für eine Löschgruppe ein Mannschaftsstand von 1:8 erforderlich ist, sind die meisten KLF-W aufgrund von Gewichts- und Platzgründen Staffelfahrzeuge mit einer Besatzung von 1:5. Damit und dem Standard-Tank von 500 l ist ein Gewicht von 5,5 t gemäß dem Feuerwehrführerschein darstellbar. Der Fahrzeugtyp ist vor allem bei kleinen Feuerwehren beliebt, da diese oft über kein "echtes" Tanklöschfahrzeug verfügen, mit dem Wasservorrat aber einen Erstangriff beginnen können. |
| Tragkraftspritzenanhänger (TSA) |
| Eine ältere, aber billigere Form ist die Kombination eines Mannschaftstransportfahrzeuges mit einem Tragkraftspritzenanhänger (kurz TSA). Hier wird der hauptsächliche Teil der Brandschutzausrüstung auf einen Pkw-Anhänger verlastet. Nur die Mannschaft und kleine Zusatzausrüstungsgegenstände werden im Fahrzeug selbst verstaut. Dies ist eine Lösung für finanziell schwache Feuerwehren. Aufgrund der immer schwierigeren Umsetzung von Kleinlöschfahrzeugen auf 3,5 Tonnen-Fahrgestellen werden Kleinlöschfahrzeuge zunehmend durch alternative Fahrzeugkonzepte (z. B. Mannschaftstransportfahrzeug + TSA) ersetzt. Im Landesfeuerwehrverband Burgenland gibt es inzwischen sogar Bestrebungen das KLF als Grundausrüstung durch eine MTF+TSA-Kombination zu ersetzen. |
| Löschfahrzeug (LF) |
| Es entspricht dem KLF, hat aber mehr als 3,5 t Gesamtgewicht und kann noch zusätzliche Ausrüstung mitführen. Das Löschfahrzeug kann mit den Zusatzbuchstaben B, also LF-B, für ein Löschfahrzeug mit Bergeausrüstung, bzw. W, also LF-W für ein Löschfahrzeug mit Wasser kombiniert werden. LF-A dienen vor allem der Löschwasserversorgung und führen dafür meist eine absetzbare Pumpe (TS) und größere Schlauchmengen mit. |
| Schweres Löschfahrzeug (SLF) |
| Das SLF ist der große Bruder des LF. Ein SLF führt eine große Anzahl an wasserführenden Armaturen mit und ist in den meisten Bundesländern mit einem Wassertank bis etwa 2000 Liter (und in weiterer Folge mit einer Einbaupumpe) ausgestattet. SLFs, die keinen Wassertank besitzen, führen in der Regel eine 2. Pumpe mit. SLF sind vorwiegend in Gebieten mit unzureichender Löschwasserversorgung (viele Einsiedlerhöfe, große Distanzen etc.) vorzufinden. Weiters wird diese Bauart von Feuerwehrfahrzeug oft für Autobahnen verwendet, diese sind jedoch mit einer besonderen Ausstattung wie einer Bergeschere und einem Spreizer ausgestattet. |
| Tanklöschfahrzeug (TLF) |
| Das Tanklöschfahrzeug ist, abhängig vom Bundesland, 1:6 oder 1:8 besetzt. Vereinzelt gibt es auch TLF mit Truppbesatzung (1:2). Die Größe des Löschwassertanks variiert zwischen 500 und 5000 Litern, die gängigsten Tankgrößen sind aber 2000, 3000 und 4000 Liter. Außerdem haben die meisten modernen TLFs einen Schaummitteltank mit 150 bis 400 Litern. Das Fahrzeug hat eine Einbaupumpe, welche sich meistens in einen Normaldruckteil (~10 bar Ausgangsdruck) und einen Hochdruckteil (~40 bar Ausgangsdruck) gliedert. Da aber immer mehr Feuerwehren die Taktik des Innenangriffs mittels Hohlstrahlrohr verfolgen, wird bei Neufahrzeugen vereinzelt auf den Hochdruckteil verzichtet. Die meisten modernen Fahrzeuge verfügen zudem über ein eingebautes Schaumzumischsystem. Zum Schnellangriff ist in der Regel eine Schnellangriffshaspel mit einem formbeständigen Schlauch montiert. In manchen Bundesländern gehört der Schnellangriff auch zur Pflichtausrüstung. In den meisten Bundesländern ist außerdem noch ein Wasserwerfer am Fahrzeugdach montiert. Ist dieser nicht abnehmbar (z. B. ferngesteuerte Monitore auf Tunnelfahrzeugen) muss außerdem in den meisten Bundesländern noch ein mobiler Monitor mitgeführt werden. Die Aufgabe des Fahrzeugs ist der Löschangriff bei Brandeinsätzen und das Sicherstellen des Brandschutzes bei Verkehrsunfällen. Entsprechend sind TLFs mit Ausrüstung zur Brandbekämpfung ausgestattet. |
| Groß-Tanklöschfahrzeug (GTLF) |
| Wie das SLF beim LF, ist das GTLF die große Version des TLF. GTLFs sind die größten Fahrzeuge, die kommunalen Feuerwehren zur Verfügung stehen und werden nicht selten auf 4-Achs-Fahrgestellen aufgebaut. GTLFs verfügen über Wassertanks von 8000 bis 14000 Litern und sind mit starken Einbaupumpen mit Literleistungen von bis zu 6000 l/min ausgestattet. Zudem führen GTLFs in der Regel verhältnismäßig große Mengen Schaummittel (>500 Liter) mit und sind nicht selten mit Pulverlöschanlagen (bis 750 kg) ausgestattet. GTLFs sind Sonderfahrzeuge und werden nur gezielt an Stützpunkten eingesetzt. Da die primäre Aufgabe des GTLFs nicht der Angriff, sondern die Wasserversorgung ist, bietet das Fahrzeug normalerweise nur Platz für einen Trupp (1:2). |
| Hilfeleistungsfahrzeug (HLF) |
| Das Hilfeleistungsfahrzeug (HLF) ist ein 2011 in Niederösterreich und kurz darauf in der Steiermark eingeführter Fahrzeugtyp, der in unterschiedlichen Ausführungen unterschiedliche Aufgaben bewältigen kann. In Niederösterreich gibt es 4 Typen von HLF 1 bis HLF 4, welche den verschiedenen aktuellen Typen von KLF bis GTLF entsprechen. In der Steiermark sind fünf Typen (HLF bis HLF 4) vorhanden, wobei die beiden mittleren Typen auch die Zusatzbezeichnung LB (Lösch- und Bergeausrüstung) tragen können. |
| Universallöschfahrzeug (ULF) |
| Das ULF ist eine Sonderform des TLF und hat in der Regel einen kleineren Wassertank. Der dadurch gewonnene Platz wird durch ungewöhnlich große Schaummitteltanks (~1000 Liter) und Pulverlöschanlagen bis 750 kg eingenommen. Eingesetzt wird das Fahrzeug bei Feuerwehren mit Betrieben mit entsprechendem Gefahrenpotential im Pflichtbereich. Vereinzelt gibt es auch ULFs in der Größe eines GTLF. Diese werden aber in der Regel nur von Betriebsfeuerwehren verwendet und haben keine eigene taktische Bezeichnung. |
| Flughafenlöschfahrzeug, Landebahnlöschfahrzeug (FLF, LLF) |
| Flughafenlöschfahrzeuge sind Sonderfahrzeuge, die auf Grund des hohen Gefahrenpotentials (Kerosin, große Menschenmengen, …) strengen internationalen Normen entsprechen müssen (extreme Beschleunigungswerte, Pump&Roll-Betrieb; Anm.: =Ausbringen von Wasser während der Fahrt; kleine Wendekreise, Löschmittelmenge X in der Zeit Y ab Alarmierung ausgebracht, …) Die Norm, in die eine Flughafenfeuerwehr fällt, ist abhängig von Art und Größe der Flugzeuge, die den Flughafen anfliegen. |

### Rüstfahrzeuge
| Kleinrüstfahrzeug (KRF, KRF-B, VRF, KRF-S, KRF-E) |
| Ein Kleinrüstfahrzeug ist ein Rüstfahrzeug mit einer max. höchst zulässigen Gesamtmasse von 3,5 t und dient als Fahrzeug für technische Einsätze aller Art. So gibt es auch vom Kleinrüstfahrzeug zahlreiche Untertypen, wie zum Beispiel das KRF-B (Kleinrüstfahrzeug mit Bergeausrüstung). Dieses ist dann mit hydraulischem Rettungsgerät ausgerüstet und wird oft als Vorausfahrzeug bei schweren Verkehrsunfällen eingesetzt. Feuerwehren, welche laut Alarmplan eine Autobahn in ihrem Einsatzgebiet haben, besitzen meist auch ein sogenanntes Vorausrüstfahrzeug (VRF) oder KRF-S (Kleinrüstfahrzeug – je nach Bundesland Straße oder Sonderausrüstung), welches sich aufgrund seiner Ausrüstung besonders für schnelle Menschenrettungen auf Straßen, Autobahnen, aus Tunnels und Tiefgaragen eignet. Zur Ausrüstung gehört meist eine minimale KRF-Ausstattung, dafür aber hydraulisches Rettungsgerät, Atemschutzgerät zur Erkundung sowie oft auch eine Höchstdrucklöschanlage bzw. ein Impulslöschgerät oder eine so genannte Polylöschanlage zum schnellen Aufbauen des erforderlichen Brandschutzes, bzw. zum Löschen von Fahrzeugbränden. |
| Rüstfahrzeug (RF) |
| Das Rüstfahrzeug ist hauptsächlich für den technischen Einsatz ausgerüstet, so führt es hydraulische Rettungsgeräte und Notstromgenerator mit sich. |
| Schweres Rüstfahrzeug (SRF) |
| Dies hat in etwa die gleiche Ausrüstung wie ein RF, hat jedoch zusätzlich noch einen Ladekran oder eine Abschleppbrille für Kraftfahrzeuge aufgebaut, außerdem findet man in manchen SRF auch Vollschutz- und Chemieschutzanzüge für Gefahrgutunfälle. |
| Rüstlöschfahrzeug (RLF) |
| Das Rüstlöschfahrzeug ist heute eines der am weitesten verbreiteten Fahrzeuge größerer Bauart, da es eine Kombination aus TLF und RF darstellt. Zur fast vollständig übernommenen Ausrüstung eines Tanklöschfahrzeuges kommt in der Regel noch der hydraulische Rettungssatz sowie eine am Fahrzeugrahmen montierte Seilwinde (Zugkraft in der Regel 50 kN). Mit einem RLF ist eine Feuerwehr schon allein in der Lage, bei einem Verkehrsunfall alle notwendigen technischen Maßnahmen zu setzen und außerdem den notwendigen Brandschutz bei einem Verkehrsunfall zu gewährleisten. Diese Fahrzeuge gibt es auch noch in einer größeren Version – das sogenannte RLF-T (Rüstlöschfahrzeug-Tunnel), welche mit einer speziellen Innenraum-Lüftungsanlage sowie einer Selbstschutzanlage versehen sind. Als Einzelstück unter der Kennung SRF-S (Schweres Rüstfahrzeug-Sonder) betreibt die FF Vösendorf eine Kombination eines TLF4000 und eines SRF. Die Besatzung besteht meist aus 1:8, kann aber auch aus einer Tanklöschgruppe (1:6) bestehen. |
| Hilfeleistungslöschfahrzeug (HLF) |
| Als Nachfolger für das RLF wurde bei der Berufsfeuerwehr Graz 1984 ein spezieller Typ entwickelt, der dem RLF entspricht. Das Fahrzeug erhielt die Bezeichnung Hilfeleistungslöschfahrzeug (HLF). Zusammen mit der Fa. Rosenbauer wurde damals das erste Löschfahrzeug mit einem Modul zur technischen Hilfeleistung (Schneidgerät, Spreizer, Stromaggregat) hinter der Mannschaftskabine (6 Personen) auf Steyr 791 entwickelt. Inzwischen gibt es schon zwei Nachfolgegenerationen. Auch die Berufsfeuerwehr Wien verwendet seit 2011 Fahrzeuge dieses Typs. Freiwillige Feuerwehren, die gebrauchte Fahrzeuge dieses Typs übernahmen, bezeichnen sie hingegen wieder als TLF. Bei der Grazer Feuerwehr werden aktuell Versionen mit 3000 l Wasser, 300 l Schaum, einer Kreiselpumpe mit einer Leistung von 2400 l/min bei 8 bar und einem Wasserwerfer eingesetzt. Ausgerüstet ist dieser Typ mit dreiteiliger Schiebeleiter 14 m, Stromaggregat 5 KVA, Bergeschere und Lichtmast. |

### Sonstige Fahrzeuge
| Mannschaftstransportfahrzeug (MTF) |
| Das MTF ist ein primär auf den Mannschaftstransport ausgelegtes Fahrzeug (Kleinbus etc.), das dementsprechend hoch besetzt ist (bis 1:8), dafür ist die Ausrüstung minimalistisch (Verkehrsleitkegel, Lampen, Feuerlöscher, meistens Sonderalarmpläne und Gefahrenunterlagen von ortsansässigen Firmen). Viele Feuerwehren verwenden ihr Mannschaftstransportfahrzeug bei Großereignissen auch als Einsatzleitfahrzeug. |
| Kommandofahrzeug (KDOF) / Einsatzleitfahrzeug (ELF) |
| Im Kommandofahrzeug befinden sich die Führungsmittel (wie Karten, PC, Funktisch usw.) und Kommunikationsmittel, die zum Leiten größerer Einsätze notwendig sind. |
| Kommandantenfahrzeug (KDTF) |
| Beim KDTF handelt es sich um einen normalen Pkw, der für Dienstfahrten des Feuerwehrkommandanten vorgesehen ist, aber oft auch für Dienstfahrten von anderen Feuerwehrmitgliedern genutzt wird. |
| Kraftrad (KRAD) |
| Das Krad ist ein normales Motorrad, Quad-Bike oder auch ein Moped, welches für Melderaufgaben, Voraustätigkeiten oder Personentransport, aber auch für die Feuerwehrstreife, eingesetzt wird. |
| Versorgungsfahrzeug (VF) |
| Ist ein normales Transportfahrzeug, entweder mit Pritschenaufbau, Ladebordwand oder Mulde für die diversesten Transportaufgaben z. B. verunfallte Fahrzeuge, Sandsäcke oder kontaminiertem, abgegrabenen Erdreich. |
| Lastenfahrzeug (VF, LAST, TF) |
| Es ist wie das Versorgungsfahrzeug ein reines Transportfahrzeug. Laut Funkordnung hat jedes VF den Funknamen Last. |
| Mehrzweckfahrzeug (MZF) |
| Dabei handelt es sich um eine Überbegriff für diverse sonst (den Ausstattungsnormen) nicht zuordenbare Fahrzeuge und Mischtypen, üblicherweise kleinere Fahrgestelle, wie Geländewagen oder Kastenwagen mit fixer Beladung. Sie werden zur Ergänzung für Personal- und Materialtransport oder aus taktischen Gründen beschafft und entstehen auch aus Umbauten von gebrauchten Normfahrzeugen. |
| Berglandlöschfahrzeug (BLF) |
| Es handelt sich dabei um ein KLF-A, das auf ein extrem geländetaugliches Fahrgestell aufgebaut wird. Es führt oft eine leichtere Tragkraftspritze Feuerlöschpumpe (TS 6/6, PFPN10-750) mit sich, die auch im Gebirge eingesetzt werden kann. Dieser Typ ist heutzutage nur mehr selten anzutreffen, meist auf Geländewagenfahrgestell mit einer Besatzungsstärke 4-5P. Bei der Berufsfeuerwehr Wien gilt die Bezeichnung BLF für ein Bergelöschfahrzeug, die veraltete Schreibweise für Rüstlöschfahrzeug. Die im Herbst 2008 neu in Dienst gestellten BLF haben die Bezeichnung "Geländelöschfahrzeug" (GLF).                                                                   |
| Wechsellader (WLF, WLA, WLK) |
| Der Wechsellader ist das vielseitigste Fahrzeug im Feuerwehrdienst, da die Aufbauten (je nach Vorhandensein) dem Einsatzzweck gerecht mittels Multilift-System gewechselt werden können. Oft sind diese Wechsellader auch mit einem Ladekran ausgestattet. Hierfür können die verschiedensten Container verlastet werden: - Versorgungscontainer (Küche) für Großeinsätze - Mannschaftsunterkünfte für Großeinsätze - Dekontaminationscontainer - Gefährliche Stoffe-/Schadstoffcontainer - Einsatzleitstellen- - Schlauch- - Schaummittel- - Atemschutz- - Sanitäts- - Wasserdienst- - Flugdienst- - Rüst- und Pölzholzcontainer - Tankaufbauten - Mulden- oder Pritschenaufbau |

### Stützpunktfahrzeuge
Hier angeführte Sonderfahrzeuge sind nur bei bestimmten Feuerwehren stationiert. In den meisten Bundesländern werden solche Sonderfahrzeuge bei sogenannten Stützpunktfeuerwehren stationiert. So gibt es z. B. in Niederösterreich sieben große Kranfahrzeuge, denen jeweils ein bestimmtes Einsatzgebiet zugeteilt ist.
| Kranfahrzeug (KF) |
| Kranfahrzeuge gibt es schon von einer geringen Traglast bis 50 t für Unfälle mit schweren Lastkraftwagen. Die überwiegende der zusätzlich bei einem Kraneinsatz notwendigen Ausrüstung wird in einem Kranbegleitfahrzeug mitgeführt, das auch noch zusätzliches Personal befördern kann. Beispiele für Feuerwehrkräne im Burgenland |
| Drehleiter (DL, DLK) |
| Die Drehleiter ist das wohl bekannteste Fahrzeug der Feuerwehr, ist in jedem Kinderhaushalt als Modellauto zu finden und ist auch die Verkörperung der Arbeit der Feuerwehr. Es gibt Drehleitern von kleineren Typen mit einer Hubhöhe von 16 Metern und Schnellangriffseinrichtung bis zu großen Leitern mit 30 Meter Länge und 23 Meter Hubhöhe. Sie wird im Einsatz zur Rettung aus Höhen (Bäume, Hochhäuser) eingesetzt, aber auch zum Absetzen von Rettungstrupps. Für die Brandbekämpfung aus der Höhe ist die DL ebenfalls sehr gut geeignet. Es gibt Ausführungen mit oder ohne Tragkorb. Meistens ist ein vorinstalliertes Rohrsystem vorhanden, an das man ein Strahlrohr ansetzen kann und sofort angreifen kann, ohne Schläuche bis hinauf legen zu müssen. |
| Atemschutzfahrzeug (ASF, ATF, ALF) |
| Es dient vor allem dem Wiederauffüllen von verbrauchten Atemluftflaschen bei Großereignissen oder Gefahrenguteinsätzen. In der Regel errichtet die Besatzung dieses Fahrzeuges den Atemschutzsammelplatz (ASSP) und koordiniert und versorgt die Atemschutztrupps. |
| Hubsteiger (TMB, Steig, TLK, GB) |
| Standen früher vereinzelt Gelenkbühnen im Einsatz, werden heute fast ausschließlich Teleskopmastbühnen beschafft. Vorteile der Steiger sind zum einen die deutlich geringeren Anschaffungs- bzw. Erhaltungskosten, zum anderen aber auch bautechnische Vorteile, wie z. B. viel höhere Leistungen und Stabilität als bei Drehleitern. Die meisten Hubsteiger habe eine Rettungshöhe von 30 Metern (vergleichbar mit einer DLK 23-12), vereinzelt stehen aber auch Fahrzeuge mit Rettungshöhen von 42. Die größten Steiger Österreichs sind in Besitz der BF Wien, der BF Graz und der FF St. Pölten Stadt. Diese drei Fahrzeuge haben eine Nennrettungshöhe von 54 m. |
| Schadstofffahrzeug (SSTF, SSF, GSF, GGF, KÖF, KSF) |
| Die Schadstofffahrzeuge (SSF), Gefährliche-Stoffe-Fahrzeuge (GSF) oder Gefahrgutfahrzeuge (GGF) werden vor allem bei Chemieunfällen eingesetzt. Sie haben die notwendigen Werkzeuge, die widerstandsfähig gegen Säuren oder Laugen sind. Sie haben auch die Schutzanzüge der verschiedenen Schutzstufen an Bord und werden daher auch Körperschutzfahrzeug (KÖF, KSF) genannt. Bei einem Schadstoffeinsatz sind oft auch noch Deko-Fahrzeuge zur Errichtung eines Deko-Platzes mit einbezogen. |
| Öl(einsatz)fahrzeug, (ÖF, OEF) |
| Das Öl-Fahrzeug ist zum Binden von auslaufendem Mineralöl gedacht. Es verfügt über diverse Ex-geschützte Umfüllpumpen, Spezialwerkzeuge zum Abdichten von Tankwagen usw. Zudem führt es eine sehr hohe Anzahl an verschiedenen Ölbindemitteln mit, um selbstständig auch größere Ölaustritte zu binden. Meist ist in Verbindung mit dem Öl-Fahrzeug auch noch ein Ölsperrenanhänger für Gewässer vorgesehen. |
| Tunnellöschfahrzeug (RLF-T) |
| Diese sind wieder unterschiedlich für Ereignisse in Straßentunnels oder Eisenbahntunnels ausgestattet. Für Eisenbahntunnel können sie entweder selbst auf Schienen einfahren (man spricht dann von Zwei-Wege-RLF-T, diese sind z. B. entlang der Westbahnstrecke stationiert [z. B. FF Amstetten]) oder sind auf von der Bahn an den Tunnelportalen bereitgestellten Güterwagen verlastbar. Für die rasche Brandbekämpfung oder eine schnelle Rettung aus Fahrzeugen sind Tunnellöschfahrzeuge mit hydraulischem Rettungsgerät und einer Pumpe mit Wassertank ausgestattet. Die Spezialausrüstung umfasst auch noch Atemschutzgeräte für die gesamte Besatzung und extra Luftspeicherflaschen mit Überströmeinrichtungen, um die Besatzung ohne Abnehmen der Maske weiterhin mit Atemluft zu versorgen. Um auch in verqualmten Tunneln für ein sicheres Fortkommen zu sorgen, bedient man sich einer Wärmebildkamera und Abstandssensoren, welche eine Fahrt auch bei sehr schlechten Sichtverhältnissen zu ermöglichen. |
| Tauch(einsatz)fahrzeug (TF, TEF, TDF) |
| Für die Feuerwehrtaucher stehen meist eigene Fahrzeuge mit der Taucherausrüstung zur Verfügung. Die taktische Bezeichnung dieser Fahrzeuge variiert in den einzelnen Bundesländern. Sie werden als Tauchfahrzeug (TF), Taucheinsatzfahrzeug, (TEF) oder Tauchdienstfahrzeug (TDF) bezeichnet. In Graz ist dies ein Lkw mit einer Besatzung von drei Mann. Er transportiert eine Füllstation für Taucherflaschen, ein Stromaggregat und hat einen Nasszellenbereich für das Umziehen der Feuerwehrtaucher. Dazu gibt es einen Tauchanhänger mit drei kompletten Taucherausrüstungen. In Linz und in Innsbruck ist es ein Kleintransporter. |

### Fahrzeuge der Berufsfeuerwehr Wien
Nachdem Berufsfeuerwehren ein weit größeres Spektrum an Einsätzen abdecken müssen, besitzen sie dafür oft eigene Fahrzeuge oder verwenden abweichende Bezeichnungen. Die meisten Sonderfahrzeuge besitzt dabei die Berufsfeuerwehr Wien.
| Imkereifahrzeug (IMF) |
| Das IMF ist an der Biene zwischen den Blaulichtern erkennbar und dient zur Absolvierung von Einsätzen, bei welchen sich Personen durch Bienen, Wespen, Hornissen, Hummeln, Eichenprozessionsspinner oder andere Insekten bedroht fühlen. |
| Inspektionsrauchfangkehrfahrzeug (IRF) |
| Das Fahrzeug wird für sämtliche Arbeiten der Inspektionsrauchfangkehrer eingesetzt. Es ist mit vielerlei Gerätschaften ausgestattet, um die Luftgüte zu messen und die Luftreinhaltung zu garantieren. Weiterhin gehört auch die Überprüfung von Rauchfängen, Heiz- und Klimaanlagen zu dem Betätigungsfeld.                                                                    |
| Rathausfahrzeug (RHF) |
| Eingesetzt wird das Fahrzeug für TUS-Alarme (BMA), in Gebäuden der Stadt Wien, im gesamten Wiener Stadtgebiet. |
| Abschleppfahrzeug Lkw (ASL) |
| Dieses Fahrzeug befindet sich gleich zwei Mal im Fuhrpark und wird verwendet zum Ziehen von Lasten bis 38 Tonnen, Bergen und Aufrichten, sowie Abschleppen von Bussen, Lkw und Anhängern. |
| Abschleppfahrzeug Pkw (ASP) |
| Diese Variante findet sich sogar drei Mal und wird verwendet beim Bergen und Abschleppen von maximal zwei Kraftfahrzeugen, Anhängern sowie Motorrädern. Es eignet sich aber auch zum Abschleppen rollfähiger Lastkraftwagen. Zur Ausstattung gehören: - Hubbrille - absenkbare Ladefläche - Seilwinde - Kran - verschiedene Gurte - Hebekreuz - Ölbindemittel, sowie - Werkzeug |
| Werkstättenfahrzeug (WSF) |
| Diese Fahrzeuge kommen nicht nur bei der Reparatur defekter Einsatzfahrzeuge an der Einsatzstelle zum Einsatz, sondern führen auch Werkzeuge mit, damit beispielsweise bei verunfallten Lkw die Bremsen gelöst werden können. |

### Fahrzeuge der Berufsfeuerwehr Graz
Auch bei der Grazer Berufsfeuerwehr gibt es Fahrzeuge, die nicht zur Standardausrüstung von Feuerwehren zählen. Zudem heißen die Kommandofahrzeuge KDO statt KDOF, KÖF ist kein Körperschutzfahrzeug, sondern ein Kleinöleinsatzfahrzeug. Das Standardlöschfahrzeug seit 1984 ist das HLF.
- Höhenrettung (HÖRG) – Zum Transport der Ausrüstung der Höhenrettung dient ein Pinzgauer 716 D 4×4.
- Kleinalarmfahrzeug (KAF) – Der Klein-Lkw hat einen Laderaum mit Cargolift und kann drei Mann transportieren. Damit können verschiedene Kleineinsätze erledigt werden.
- Nachrichtenfahrzeug (NF) – Dieser Klein-Lkw transportiert neben fünf Nachrichtentechnikern auch eine Lautsprecheranlage und Werkzeug für den nachrichtentechnischen Einsatz.
- Tierfahrzeug (TIF) – Diese Kleintransporter werden für die Tierrettung verwendet.
- Schlauchbootfahrzeug (SBF) – Dient zum Ziehen des Schlauchbootanhängers, der an der Hauptwache Ost für Einsätze in der Mur stationiert ist. Aktuell ist dies ein Pinzgauer 716 K 4x4.

### Fahrzeuge der Berufsfeuerwehr Linz
Auch bei der Linzer Berufsfeuerwehr gibt es spezielle Fahrzeuge.
- Sicherungsfahrzeug (SICHF) – Eine Besonderheit sind zwei Sicherungsfahrzeuge mit Absperrmaterial für den Straßenverkehr und Beleuchtung.
- Kurierfahrzeug (KUF) – Die Mehrzweckfahrzeuge werden in Linz Kurierfahrzeuge genannt.

### Fahrzeuge der Berufsfeuerwehr Innsbruck
Auch bei der Innsbrucker Berufsfeuerwehr gibt es spezielle Fahrzeuge. Zudem heißen auch dort die Kommandofahrzeuge KDO statt KDOF.
- Wassereinsatzfahrzeug (WAF) – Das Wassereinsatzfahrzeug ist das Einsatzfahrzeug für alle Wassereinsätze in fließenden oder stehenden Gewässern.
- Flugeinsatzleitung / Großeinsatzleitfahrzeug (FLIEGE) – Die Flugeinsatzleitung / Großeinsatzleitfahrzeug wird für Großschadenslagen sowie in Verbindung mit Löscheinsätzen durch Hubschrauber genutzt.

### Fahrzeuge der Berufsfeuerwehr Salzburg
Auch bei der Salzburger Berufsfeuerwehr gibt es einige spezielle Fahrzeuge.
- Schaummittelfahrzeug (SMF) – Für Einsätze mit großen Flüssigkeitsbränden gibt es ein Fahrzeug mit 3000-Liter-Schaummitteltank und einem Pulverlöschanhänger (PLA).
- Schlauchfahrzeug (SF) – Das geländegängige Spezialfahrzeug (Unimog) transportiert Schlauchmaterial und eine Tragkraftspritze.
- Wasserdienstfahrzeug – Das Sonderfahrzeug für Wasserrettung und technische Einsätze zu Wasser zieht auch den Schlauchbootanhänger.
- Hilfeleistungsfahrzeug – Das Hilfeleistungsfahrzeug ist ausgerüstet für Tierrettung und technische Hilfeleistung.

### Fahrzeuge der Berufsfeuerwehr Klagenfurt
Besonders viele abweichende Namen hat die Klagenfurter Feuerwehr für ihre Fahrzeuge.
Das Einsatztaucherfahrzeug heißt TAUCH, ein eigener Tanksattelzug ZUG und drei Transportfahrzeuge unterschiedlichster Bauart (Kombi, Kleintransporter, Lkw) Wirtschaftsfahrzeug (WIF).
- Mehrzweckfahrzeug (MZF) – Diese Hilfeleistungsfahrzeug für technische Einsätze, Wasserschäden, Tierrettung und kleine Gefahrguteinsätze heißt hier nur MZF.
- Lautsprecherfahrzeug (TON) – Dieser Kastenwagen transportiert eine komplette Lautsprecheranlage.

## Österreichische Hersteller von Feuerwehrfahrzeugen
- Rosenbauer, Oberösterreich
- Stefan Rauch GmbH
- Magirus Lohr, Steiermark (gehört zur Iveco-Magirus-Gruppe)
- Walser, Vorarlberg (ehemals Marte)
- Seiwald, Salzburg
- Empl, Tirol
- Nusser, Kärnten
- Stubenberger, Steiermark
- Lagermax Fahrzeugtechnik, Salzburg
- Atos MT-Fahrzeuge, Oberösterreich

## Kraftfahrrechtliches
Die Einsatzfahrzeuge der Feuerwehr haben in manchen Bereichen des Kraftfahrgesetzes und der Straßenverkehrsordnung eine Sonderstellung:
- Einsatzfahrzeuge sind von der Kfz-Steuer befreit.
- Einsatzfahrzeuge sind von jeder Maut befreit.
- Im Einsatzfall sind Fahrzeuge im Feuerwehrdienst dazu berechtigt, Sondersignale (Blaulicht und/oder Folgetonhorn) zu führen und zu verwenden. Dadurch sind sie dann wie Polizei und Rettung nicht an Verkehrsbeschränkungen und Verkehrsverbote gebunden.
- Die Winterreifenpflicht für Lkw gilt für Feuerwehrfahrzeuge nicht, bei denen bauartbedingt oder wegen ihres überwiegenden Verwendungszwecks die Anbringung von Winterreifen nicht möglich oder zweckmäßig ist. So müssen diese Fahrzeuge auch keine Schneeketten mitführen, wie es für andere Lkw diverser Klassen gelten würde (siehe §102 Abs. 8a KFG).[12]

Damit auch Personen, die nur eine Lenkberechtigung der Klasse C1 (Lkw hzl. Gesamtgewicht < 7,5 t) besitzen, auch Feuerwehrfahrzeugen mit einem höheren Gesamtgewicht lenken dürfen, gibt es einen eigenen Feuerwehrführerschein. Dieser berechtigt außerdem, einen Feuerwehr-Lkw auch mit mehr als 0,1 Promille Alkoholgehalt des Blutes oder mehr als 0,05 Promille Alkoholgehalt in der Atemluft zu lenken.
Keine Sonderstellung haben die Feuerwehrfahrzeuge bezüglich Überprüfung, denn sie müssen, wie Fahrzeuge von privaten oder gewerblichen Zulassungsbesitzern der Sicherheitsüberprüfung („Pickerlüberprüfung“) unterzogen werden.